# Сірелі Макала
Сірелі Макала (фідж. Sireli Maqala, 10 березня 1999) — фіджійський регбіст, який є гравцем збірної Фіджі з регбі-7. У складі команди став чемпіоном Олімпійських ігор 2020 року в Токіо.

## Спортивна кар'єра
У 2021 році Сірелі Макала включили до складу збірної Фіджі з регбі-7 для участі в чемпіонаті Океанії, який одночасно був відбірковим турніром до літніх Олімпійських ігор 2020 в Токіо. У липні 2021 році Макала включили до складу збірної Фіджі для участі в Олімпійських іграх 2020 року, які відбулись у липні-серпні 2021 року. Він брав участь у фінальному матчі регбійного турніру, в якому фіджійська збірна перемогла збірну Нової Зеландії з рахунком 24-12, та став у складі збірної олімпійським чемпіоном 2020 року.

## Титули і досягнення
- Олімпійський чемпіон (1):

2020